# 2865 Laurel
2865 Laurel è un asteroide della fascia principale del diametro medio di circa 14,73 km. Scoperto nel 1935, presenta un'orbita caratterizzata da un semiasse maggiore pari a 2,5608603 UA e da un'eccentricità di 0,0706407, inclinata di 14,29906° rispetto all'eclittica.
È dedicato all'attore comico Stan Laurel, conosciuto in Italia come Stanlio. A Oliver Hardy (noto in Italia come Ollio), che con Laurel formava un famoso duo, è dedicato l'asteroide con il numero successivo, 2866 Hardy.